# Kaple svaté Anny (Kössen)
Římskokatolická kaple svaté Anny se nachází v tyrolské obci Kössen. Je památkově chráněným objektem v soukromém vlastnictví.

## Historie
Kaple zasvěcená svaté Anně byla postavena rodinou Jägerů v roce 1725. Byla rekonstruována v letech 1953 a 1995. V letech 1940–1952 kapli vlastnila rodina Bradaczeků a pak v letech 1952–2014 tyrolský Gebietskrankenkasse (regionální fond zdravotního pojištění). Od roku 2015 je majitelem Martin Unterrainer.
Obrázek v kapli připomíná návštěvu kardinála Ratzingera (později papeže Benedikta XVI.) v roce 1996.

## Popis
Kaple je dvoupodlažní barokní budova s věží vystupující ze střechy průčelí, s plochou klenbou obdélné lodi a kulatou apsidou. Loď má sedlovou šindelovou střechu. Jehlanová šindelová střecha věže je zakončená makovicí,s křížem a korouhvičkou. V západním průčelí je ve štítu výklenek s plastikou odpočívajícího Krista z první poloviny 18. století.

### Interiér
Stropní malba, která signována R. Wörle, zobrazuje svatou Annu a Marii, které obklopují dva andělé. Ve zdi apsidy je vidět pamětní kámen zasazeným Teodorem Bradaczkem. Oltář tvoří klasicistní edikula se dvěma sloupy, v níž je obraz svaté Anny s dítětem Marií. Součástí vybavení je kříž v kněžišti a votivní obrazy věnované  svaté Anně.

Galerie

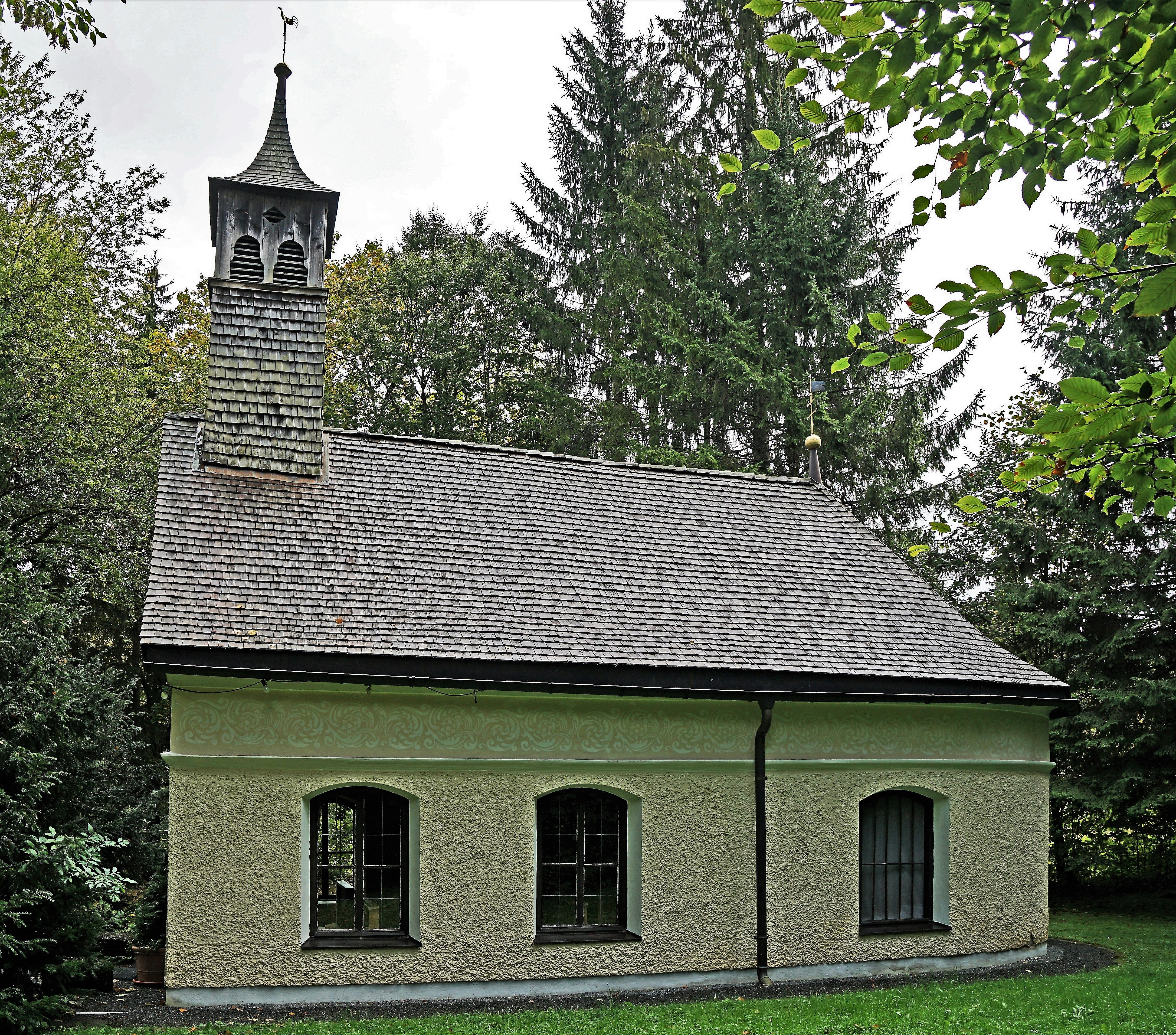
Kaple z jihu
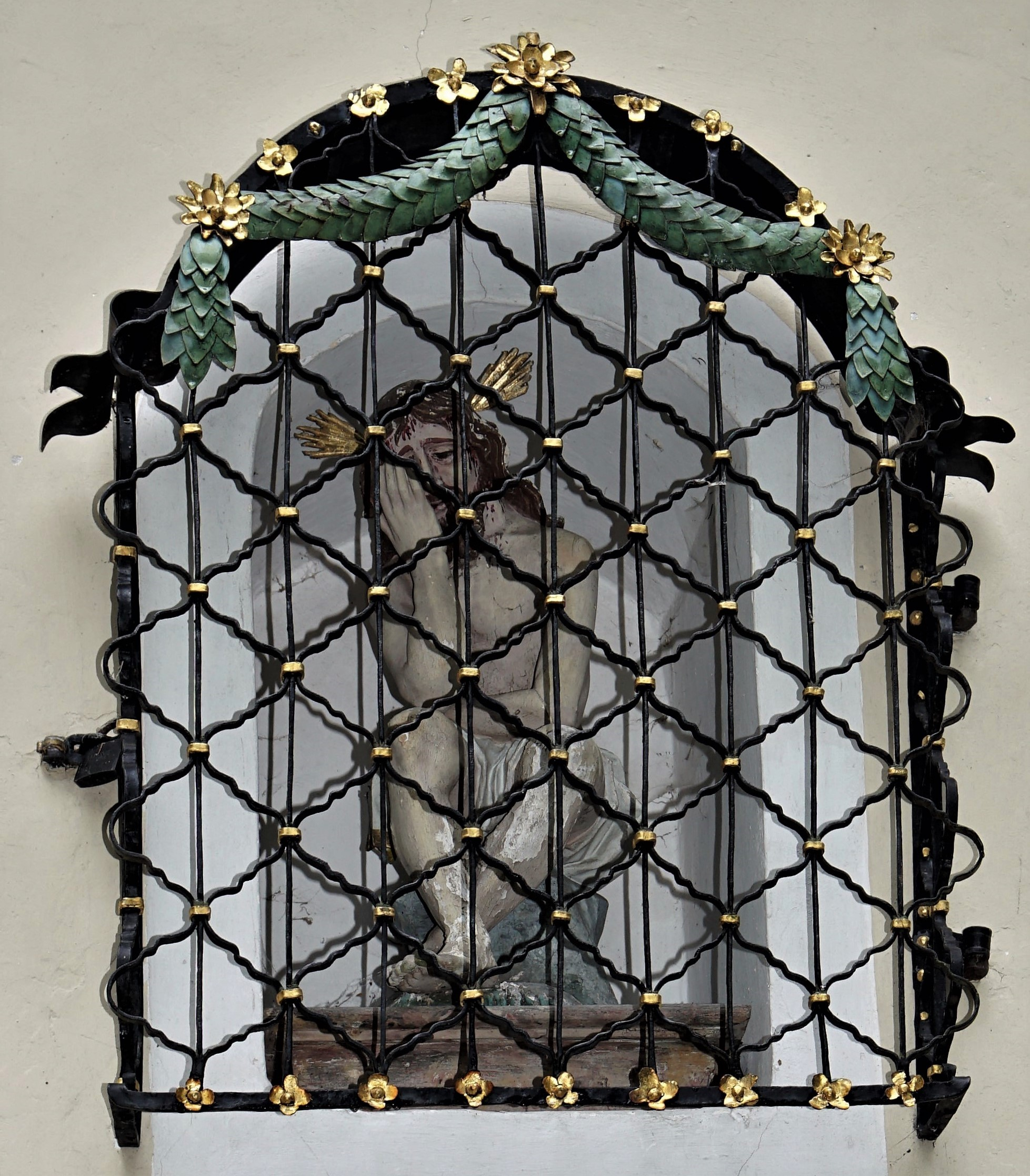
Výklenek s odpočívajícím Kristem
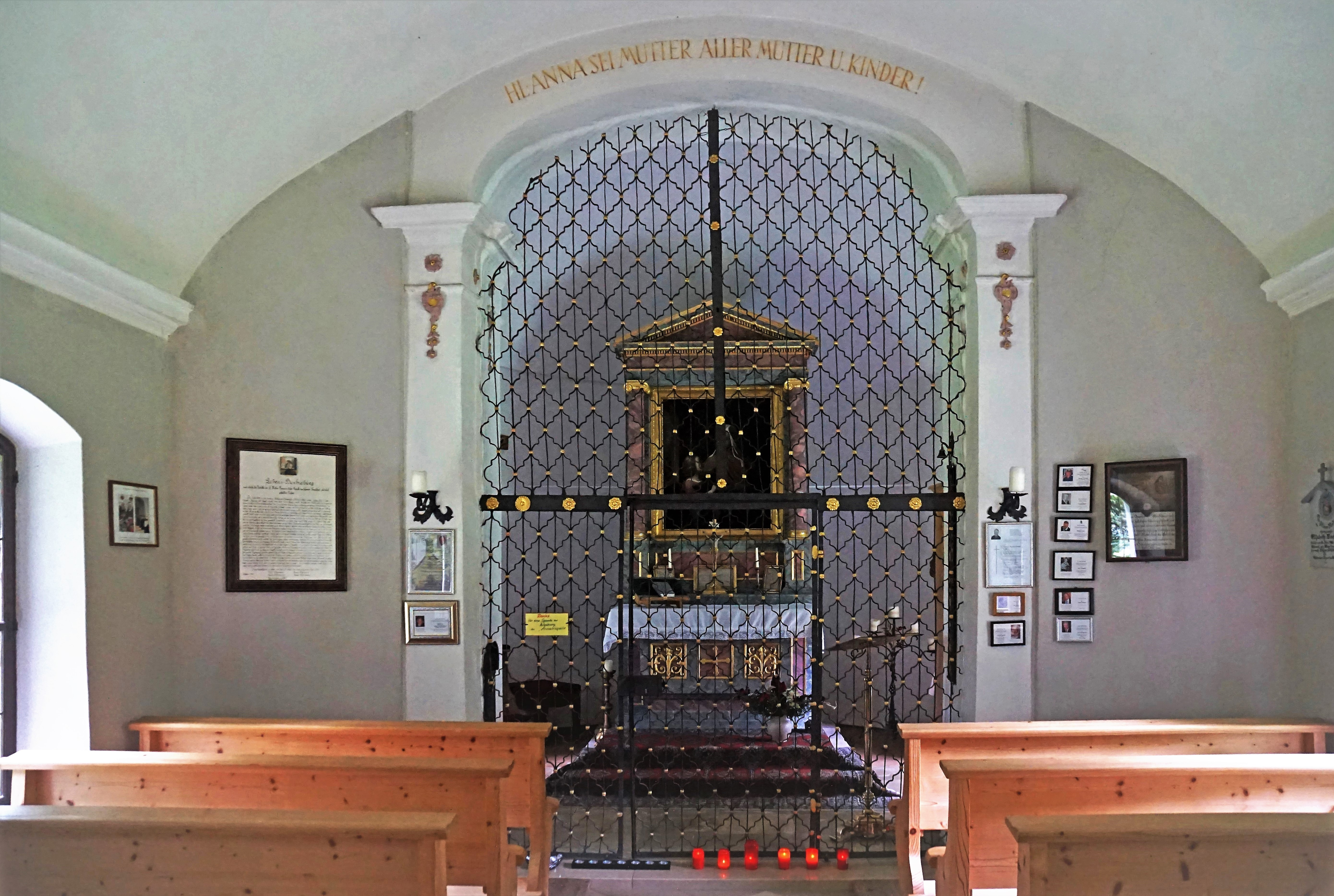
Pohled do kněžiště
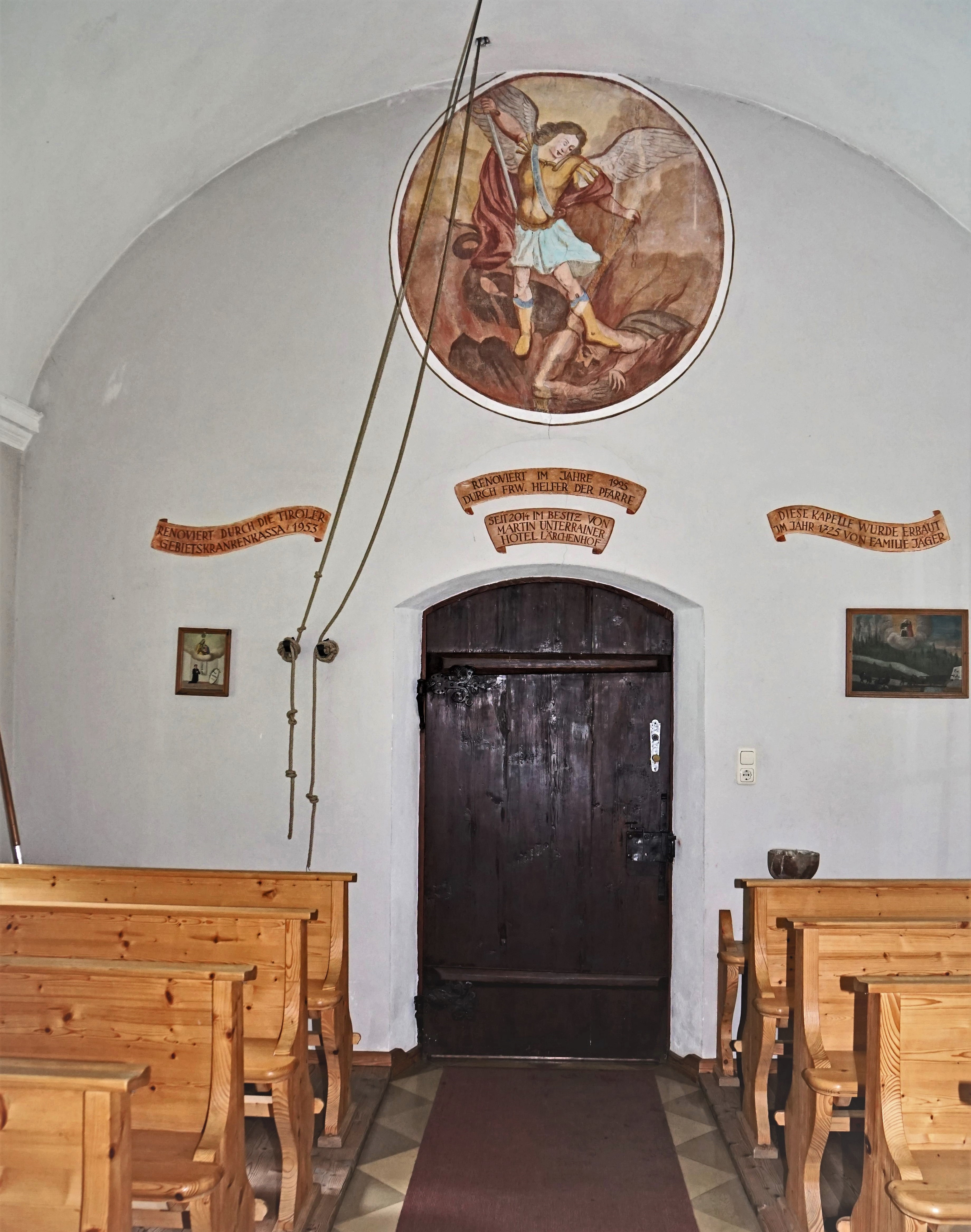
Pohled na západní stěnu s malbou archanděla Michaela a historickými nápisy
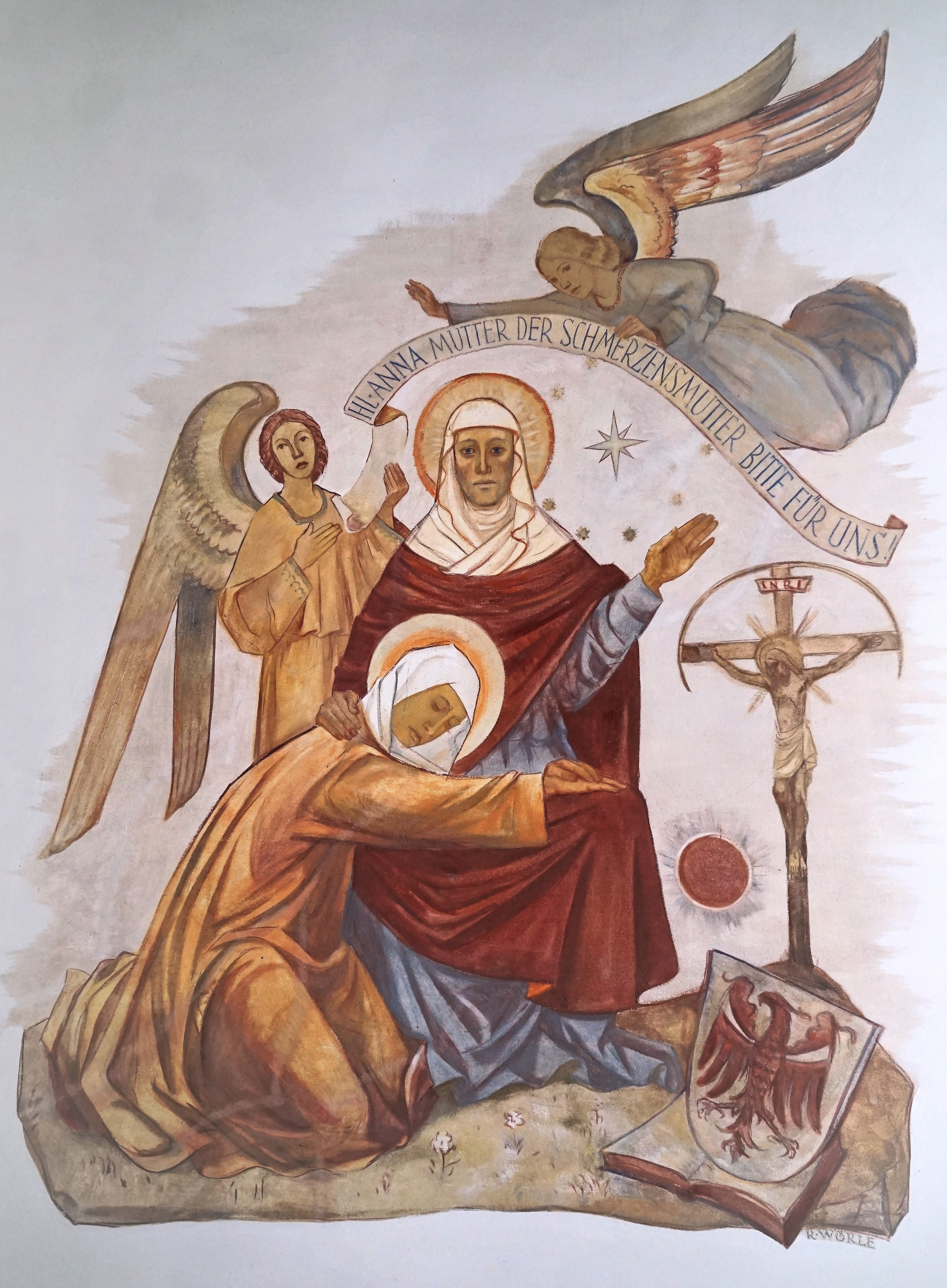
Nástropní malba
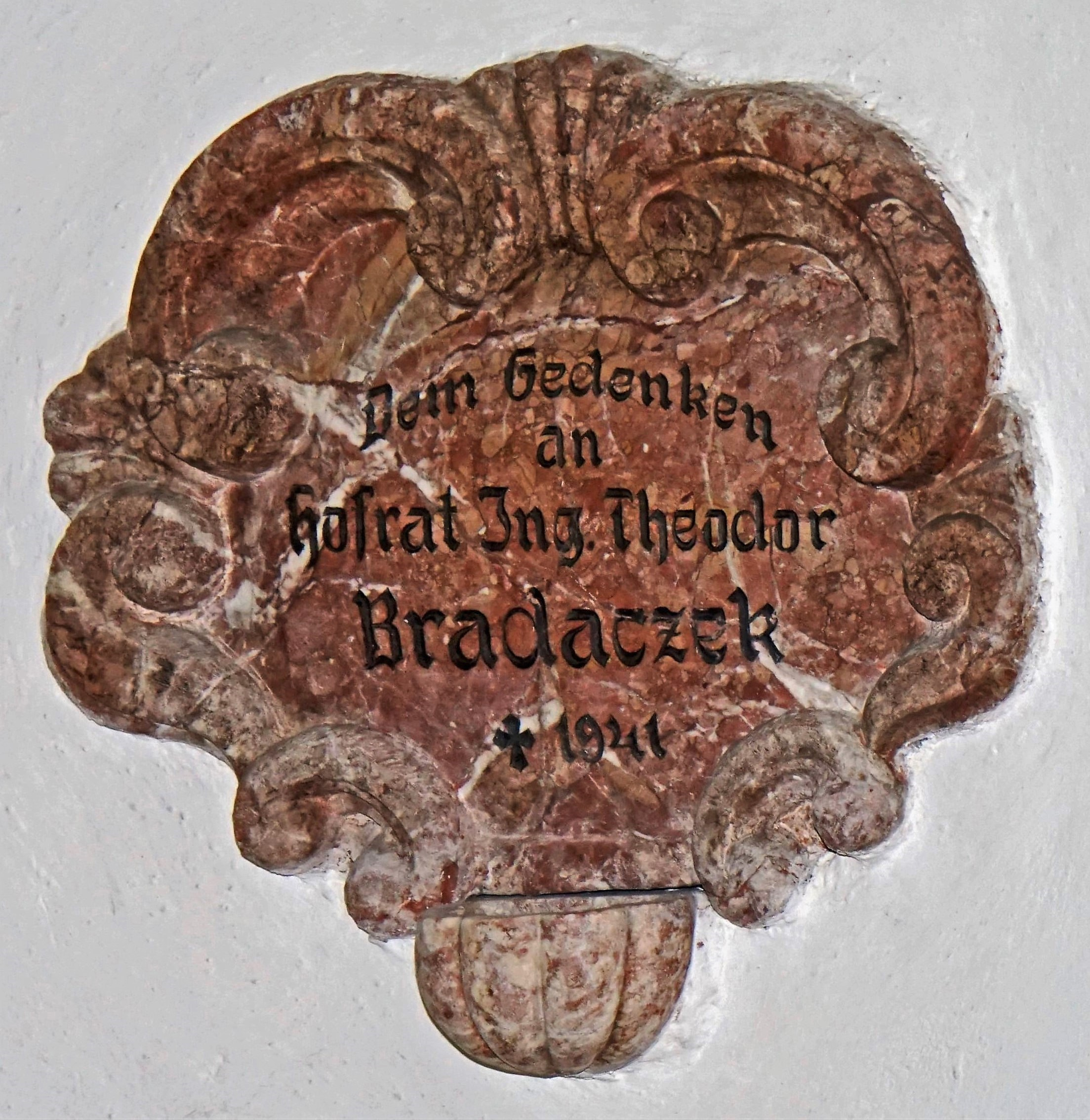
Znak rodu Bradaczek
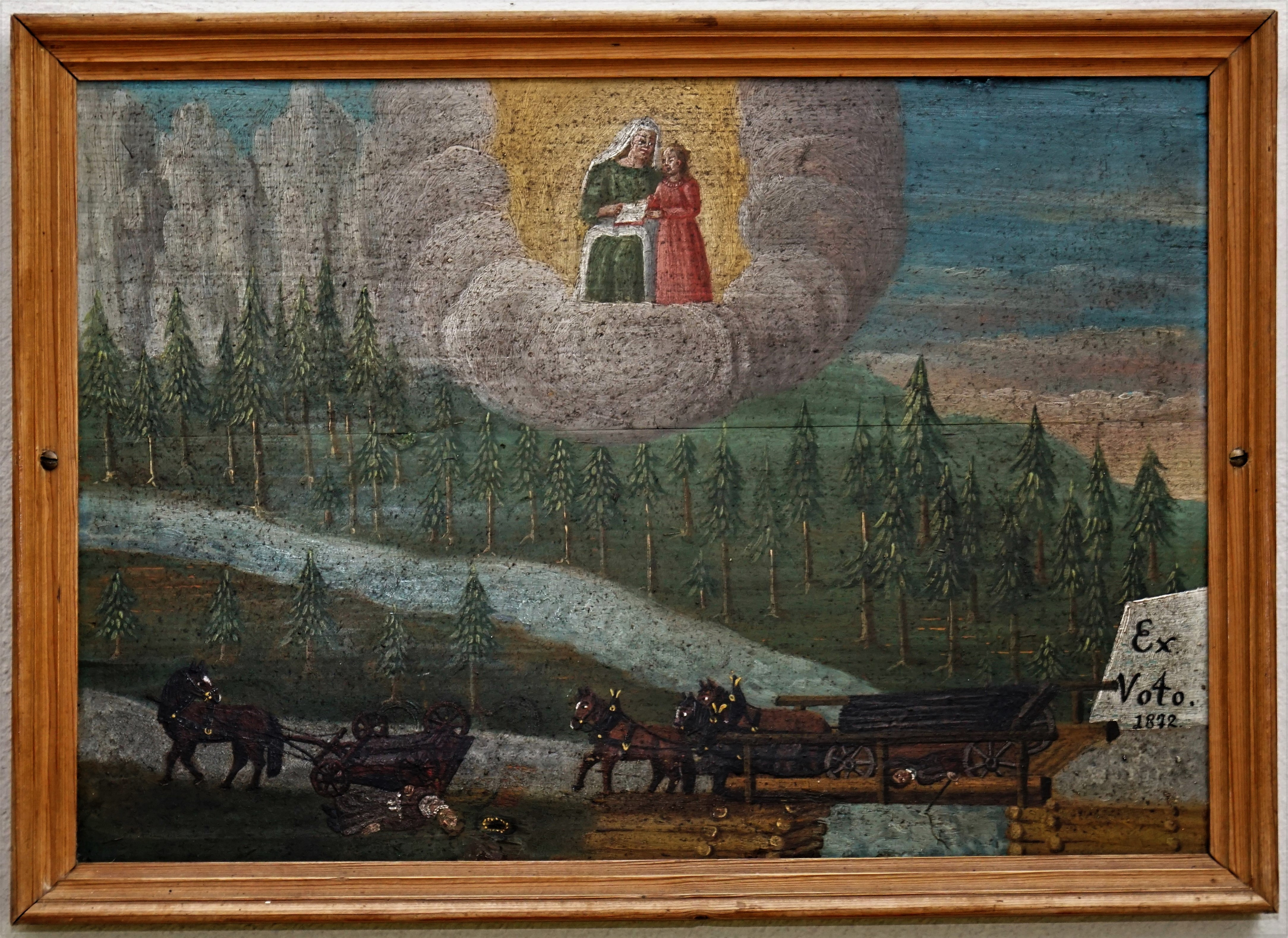
Votivní obraz
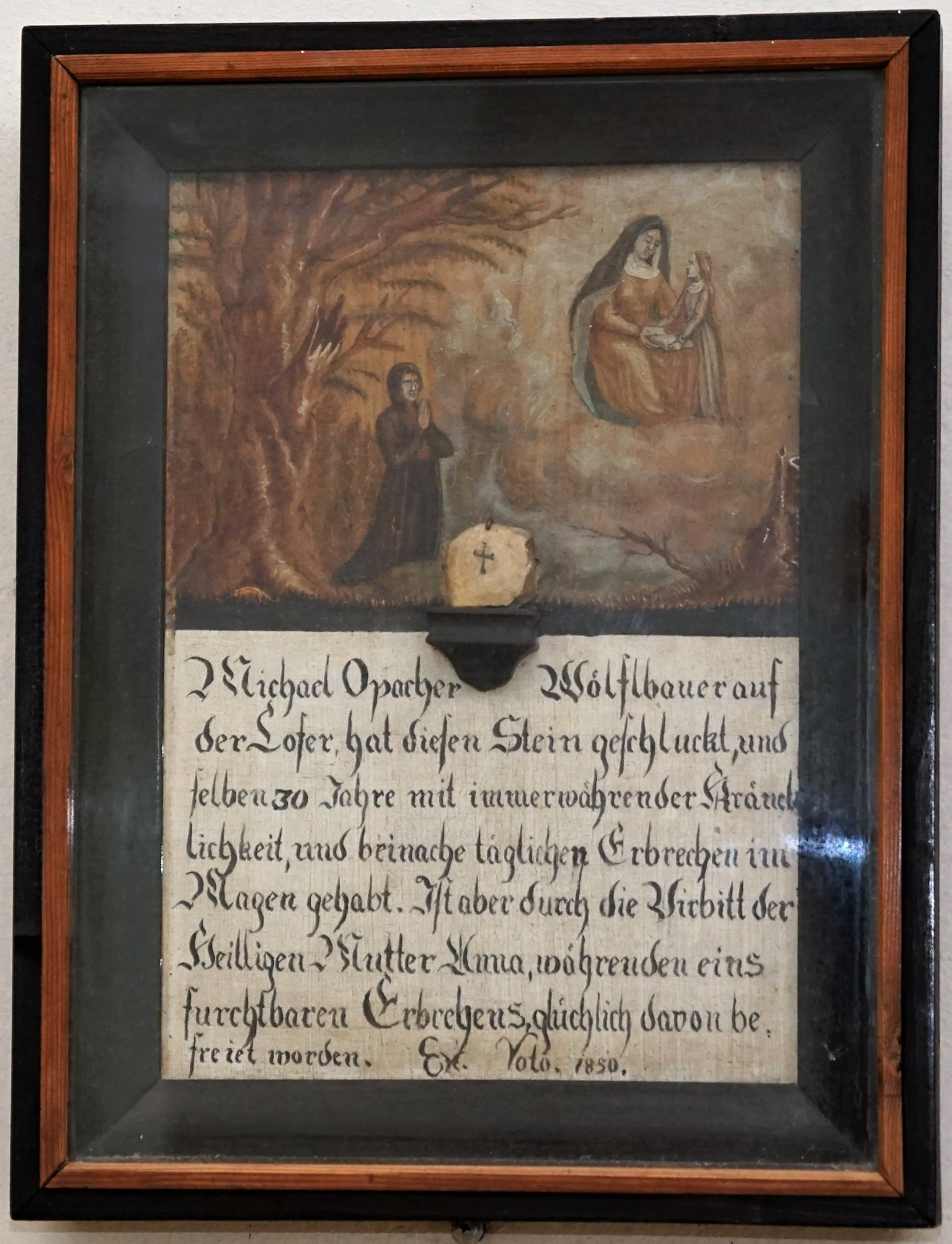
Votivní obraz